# Ischyja squalida
Ischyja squalida là một loài bướm đêm trong họ Noctuidae.